# Minna Canth

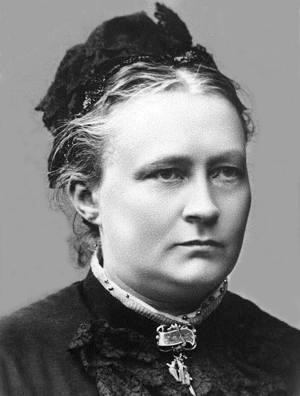
Minna Canth

Minna Canth, geboortenaam: Ulrika Wilhelmina Johnsson (Tampere, 19 maart 1844 - Kuopio, 20 mei 1897) was een schrijfster uit Finland. Zij was een naturalist en schreef veel over de situatie van vrouwen en arbeiders. Haar familie was Zweedstalig, maar zij schreef in het Fins.
Haar belangrijkste werk is het drama Työmiehen vaimo (De vrouw van de arbeider). De hoofdpersoon is Johanna. Haar man Risto is alcoholist en verkwist al haar geld, maar Johanna is machteloos. Volgens de wet heeft Risto echter gelijk. De première (1885) was een schandaal, maar weinige maanden later nam het parlement een nieuwe wet aan – de scheiding van goederen.